# Non voglio mica la luna
Non voglio mica la luna (italienisch für „Ich will ja nicht den Mond“) ist ein Song der italienischen Sängerin Fiordaliso, der 1984 als Single erschien. Mit dem Song, der als ihr bekanntester gilt, erreichte sie beim Sanremo-Festival 1984 den fünften Platz.

## Entstehung und Inhalt
Der Song wurde von Enzo Malepasso, Luigi Albertelli und Zucchero geschrieben. Der Text handelt von einer Frau, die sich mehr Zeit für sich selbst wünscht, aber auch in ihrer Beziehung Emotionen vermisst. Der Song beginnt als ruhige Ballade, steigert sich dann aber zu einem Uptempo-Popsong mit einigen prägnanten Streichersätzen.
1984 nahm Fiordaliso zum dritten Mal am Festival teil. Der Titel wurde für sie zum Durchbruch, und sie war auch die bestplatzierte Künstlerin des Festivals. Der Song war auch außerhalb Italiens, insbesondere in Spanien und Lateinamerika, erfolgreich. Fiordaliso selbst nahm den Song daher auch in spanischer Sprache auf.

## Veröffentlichung und Rezeption
Die Single erschien 1984 bei Durium (8178). Auf der B-Seite befindet sich der Song Un tipo. Der Titel kam bis auf Platz drei der italienischen Charts und war 13 Wochen platziert. Er erschien auch auf einigen Kompilationsalben.

## Coverversionen
In der spanischen Fassung Yo no te pido la luna („Ich will nicht den Mond von dir“) von Daniela Romo wurde der Song in Spanien und im lateinamerikanischen Raum bekannt, aber auch die Version von Sergio Dalma trug dazu bei. In den deutschsprachigen Ländern wurde zudem die Version von Wencke Myhre, Keep Smiling, bekannt. Sie trat mit dem Song am 30. März 1985 bei Wetten, dass..? aus Innsbruck auf. Es folgte am 29. Mai 1985 ein Auftritt in der ZDF-Hitparade. Myhre konnte jedoch trotz eines vom Studiopublikum mit viel Applaus bedachten Auftritts nicht Platz eins erreichen, der zu dieser Zeit für einen weiteren Auftritt nötig gewesen wäre. Der deutsche Text stammt von Wolfgang Mürmann; er fordert dazu auf, trotz fortschreitenden Alters und anderer Sorgen das Lächeln zu bewahren. Myhre nahm auch eine norwegische Version auf. Weitere Versionen stammen unter anderem von:
- Frank Ashton: Remember the Good Times
- Carola: Amore (schwedisch)
- Laban: Sig ingenting (jeg ved det)
- Pastora Soler: Yo no te pido la luna
- Pirjo Lehti: Vie minut pakoon
- Petra Černocká: Projdem se pasáží Luna (tschechisch)